# Martín Sáenz
Martín Sáenz de Santa María Jarry (17 de enero de 2001) es un deportista chileno que compite en atletismo, especialista en las carreras de 110 metros vallas.

## Carrera deportiva
Sáenz tuvo su primera experiencia internacional en 2018 cuando ganó la medalla de bronce de 110 metros vallas en el Sudamericano Sub-18 de Cuenca con 13,95 segundos. En octubre compitió en el 100 metros con vallas en los Juegos Olímpicos de la Juventud en Buenos Aires y finalizó duodécimo.
En 2024 Saenz logró clasificar a sus primeros juegos Olímpicos en los que corrió 110m vallas en París 2024,

## Vida personal
Es primo hermano del tenista Nicolás Jarry, y estudia ingeniería comercial en la Universidad de los Andes.